# Dipterocarpus indicus
Dipterocarpus indicus là một loài thực vật có hoa trong họ Dầu. Loài này được Bedd. mô tả khoa học đầu tiên năm 1864.